# Posada (Sardinien)
Posada ist eine italienische Gemeinde im Nordosten Sardiniens in der Provinz Nuoro mit 3024 Einwohnern (Stand 31. Dezember 2023) und  ist Mitglied der Vereinigung I borghi più belli d’Italia (Die schönsten Orte Italiens).
Die Nachbargemeinden sind Budoni (SS), Siniscola und Torpè.
Die malerische Altstadt ist auf einem Berg gelegen. Die alte Burgruine „Castello della Fava“, das Wahrzeichen Posadas auf der Spitze dieses Berges, ist von weithin zu sehen.
Zu Posada gehören die Fraktionen Monte Longu, San Giovanni di Posada und Sas Murtas.